# Strongylognathus koreanus
Strongylognathus koreanus é uma espécie de insecto da família Formicidae.
Pode ser encontrada no Coreia.